# Kostel svatého Jiří (Rudná)
Kostel svatého Jiří (nazývaný též kostel Stětí sv. Jiří) je novorománský kostel nacházející se v Rudné u Prahy, přesněji v městské části Dušníky. Stojí na uměle vytvořeném pohorku známém jako Homole, kde byl postaven na počátku 20. století. Vrch Homole je často označován za mohylu, její původ je však mezi historiky sporný. Na vrcholku kopce nahradil stavbu barokního kostela téhož zasvěcení, který byl zbořen roku 1904. Dnes je kostel sv. Jiří filiálním kostelem římskokatolické farnosti Rudná-Hořelice a konají se v něm pravidelné bohoslužby.

## Historie
Na vrcholu Homole stála od nepaměti kaplička sv. Jiří, která byla zřejmě postavena ve 13. století. Samotný pahorek byl v Dušníkách vztyčen jen o století dříve. Domněnku umělého původu Homole potvrdily stavební i archeologické průzkumy. Jak způsob, důvod, tak i časové vymezení vybudování mohyly stále nejsou jisté. Kroniky připisují vznik mohyly k událostem bitvy u Loděnice, jež se odehrála roku 1179. Různé kroniky se ale neshodují v tom, za jakým účelem vznikla. Jedna verze pověsti praví, že byla mohyla navršena na počest váženého vůdce knížecí družiny Hellicha, který v boji padl. Podle kroniky Václava Hájka z Libočan zde byl na příkaz knížete Soběslava II. zaživa zasypán spoutaný nepřítel i s koněm. Mnoho historiků spojitost s bitvou odmítá a poukazují, že byly mohyly na našem území budovány již mnohem dříve.
Kaplička zasvěcená sv. Jiří, která zde stála od 13. století, byla v roce 1595 opravena, a o necelé století později nahrazena větší stavbou. V letech 1687-1688 byl na jejím místě v barokním slohu vybudován kostel ke cti sv. Jiří. Barokní kostel byl vysvěcen 4. července 1690 biskupem Janem Dlouhoveským. Kostel stál na Homoli do počátku 20. století, tj. do doby, kdy v jeho blízkosti vedla železniční trať z Prahy do Berouna. Byl totiž zbudován na násypu sypké půdy, kvůli čemuž trpěl otřesy způsobené železnicí. V jeho fasádě se začaly objevovat trhliny a nakonec byl odbornou komisí roku 1904 zbořen.
Nový kostel byl postaven na betonové desce, a to mezi lety 1908-1910 ve slohu novorománském a je stejného zasvěcení jako předešlé stavby. Je vystavěn podle plánů architekta Arnošta Živného. Kostel sv. Jiří posvětil 12. června 1910 biskup František Brusák.

## Popis
Kostel sv. Jiří je postaven v novorománském slohu. Jedná se o orientovanou stavbu se soudobým vybavením, která se pyšní hranolovou věží v západním průčelí. Na vrchol pahorku vede ke kostelu 52 kamenných schodů. Ve věži byly roku 1910 před posvěcením kostela zavěšeny tři nové zvony z arcibiskupského paláce. Je pobočným kostelem římskokatolické farnosti v Rudné a je využíván k bohoslužbám.
V nedávné době dostalo město Rudná okolí kostela k dlouhodobému využívání, přičemž plánuje na kopci Homole revitalizaci, tj. opravu schodiště nebo parkovou úpravu.

## Galerie

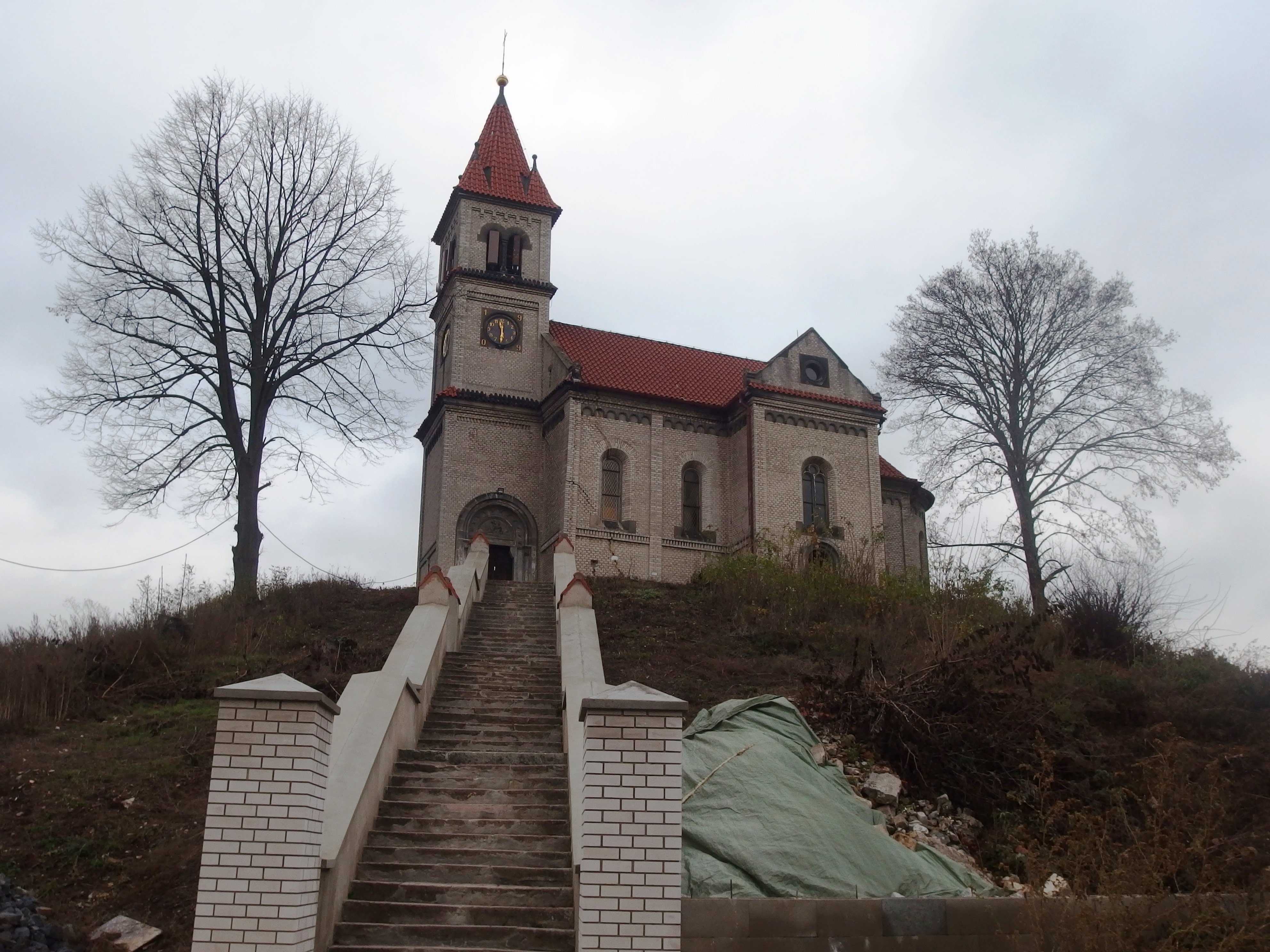
Pohled na kostel
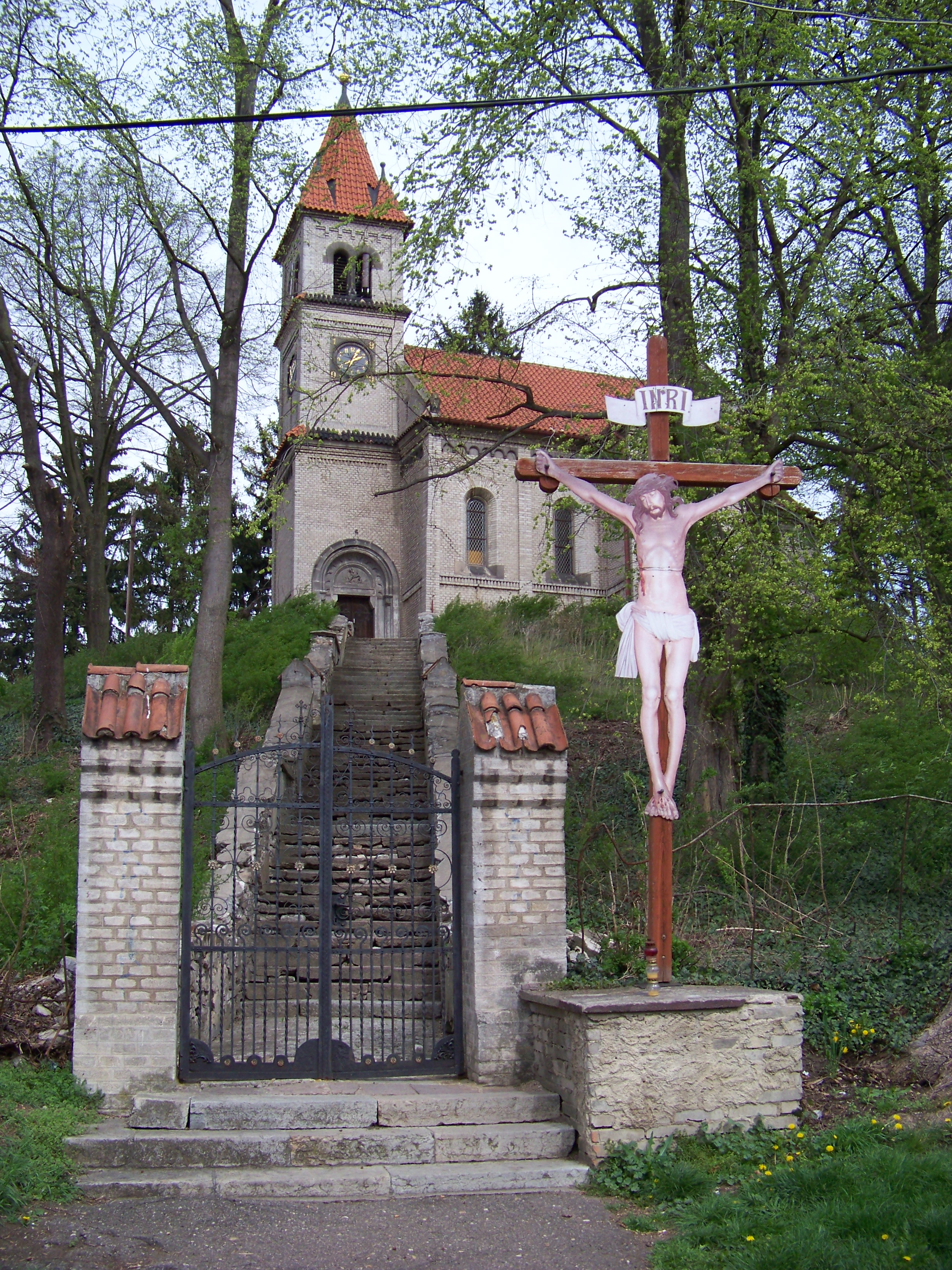
Dřevěný kříž před schody ke kostelu
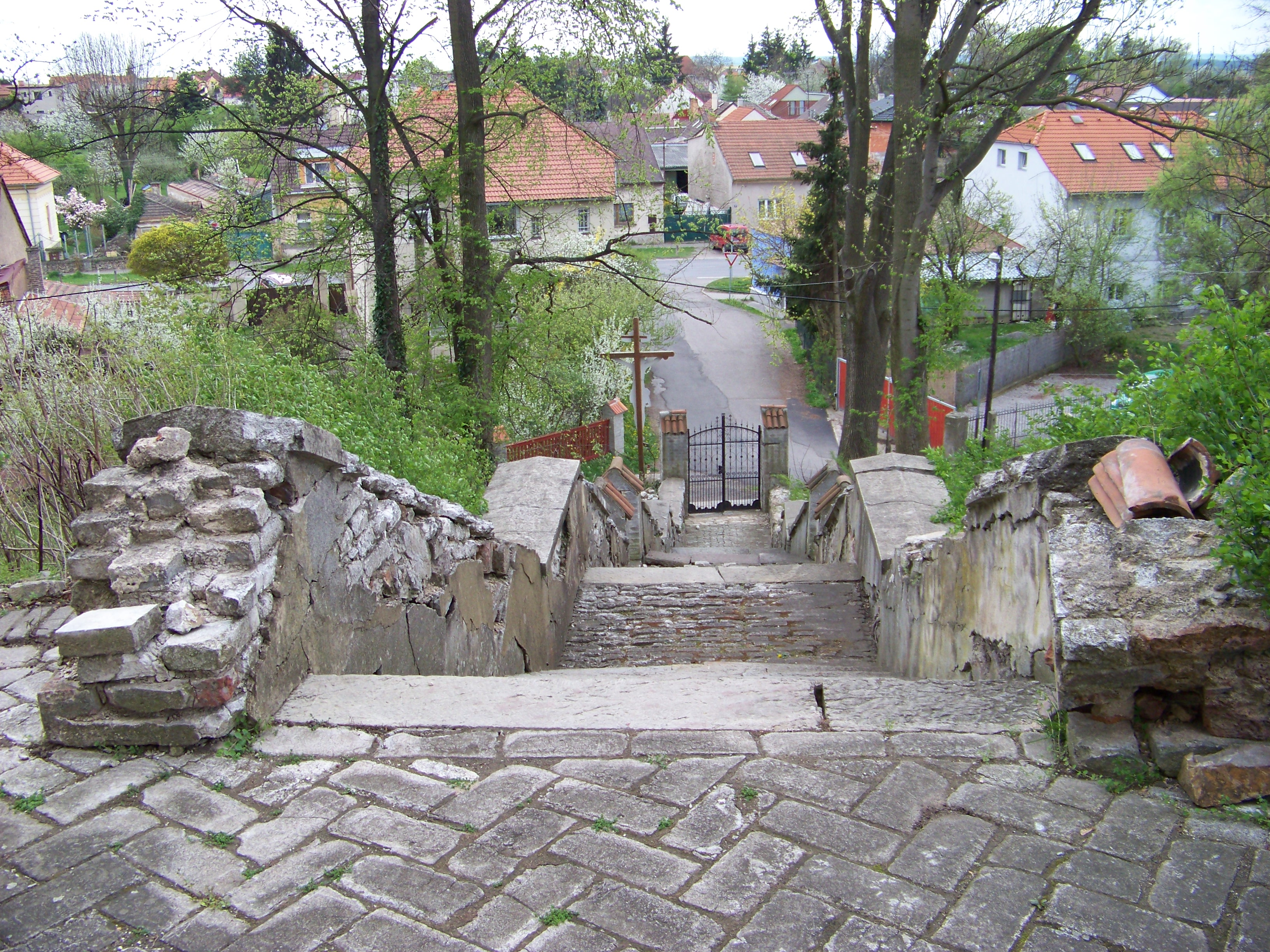
Schodiště od kostela
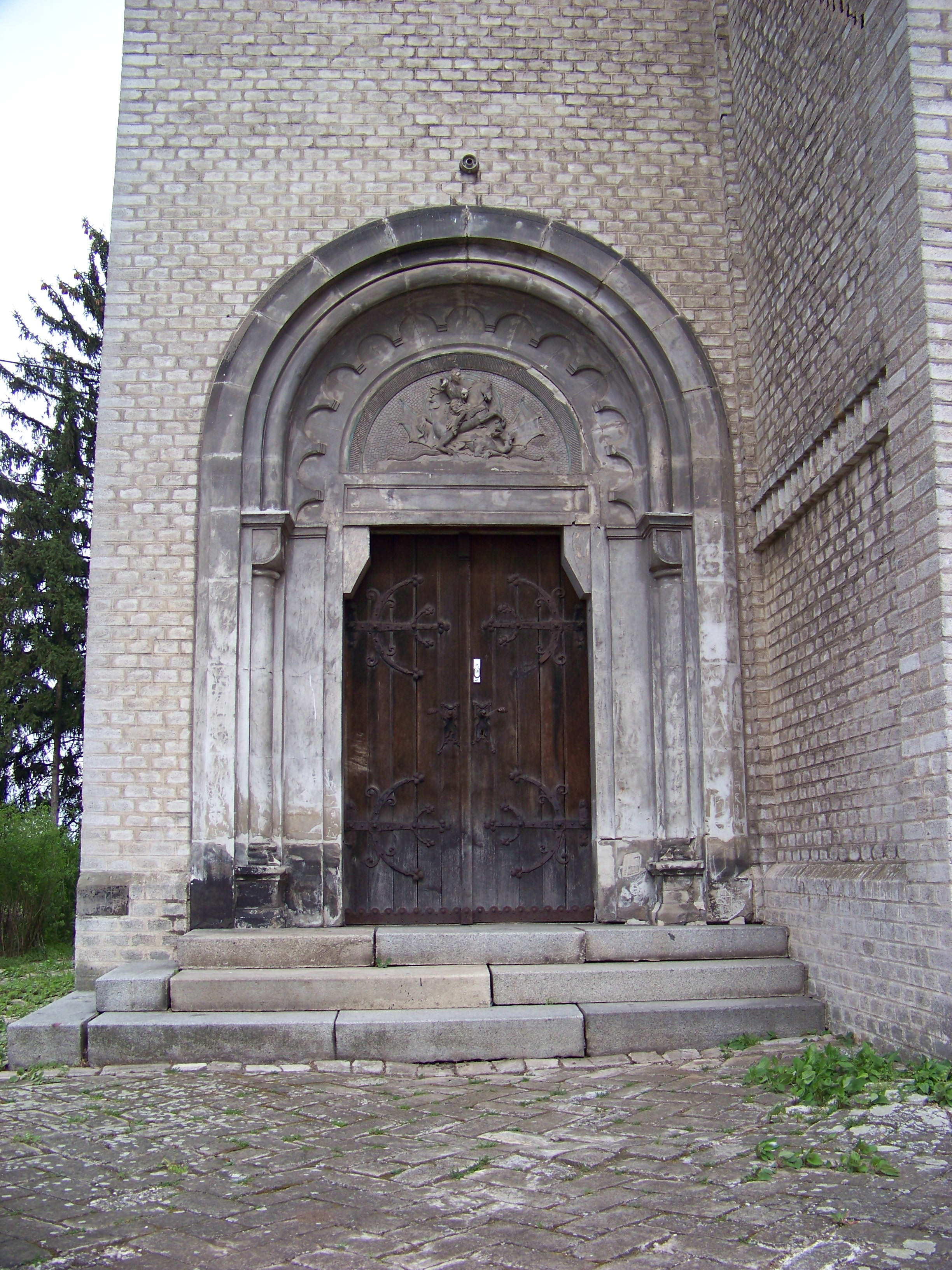
Vstup do kostela
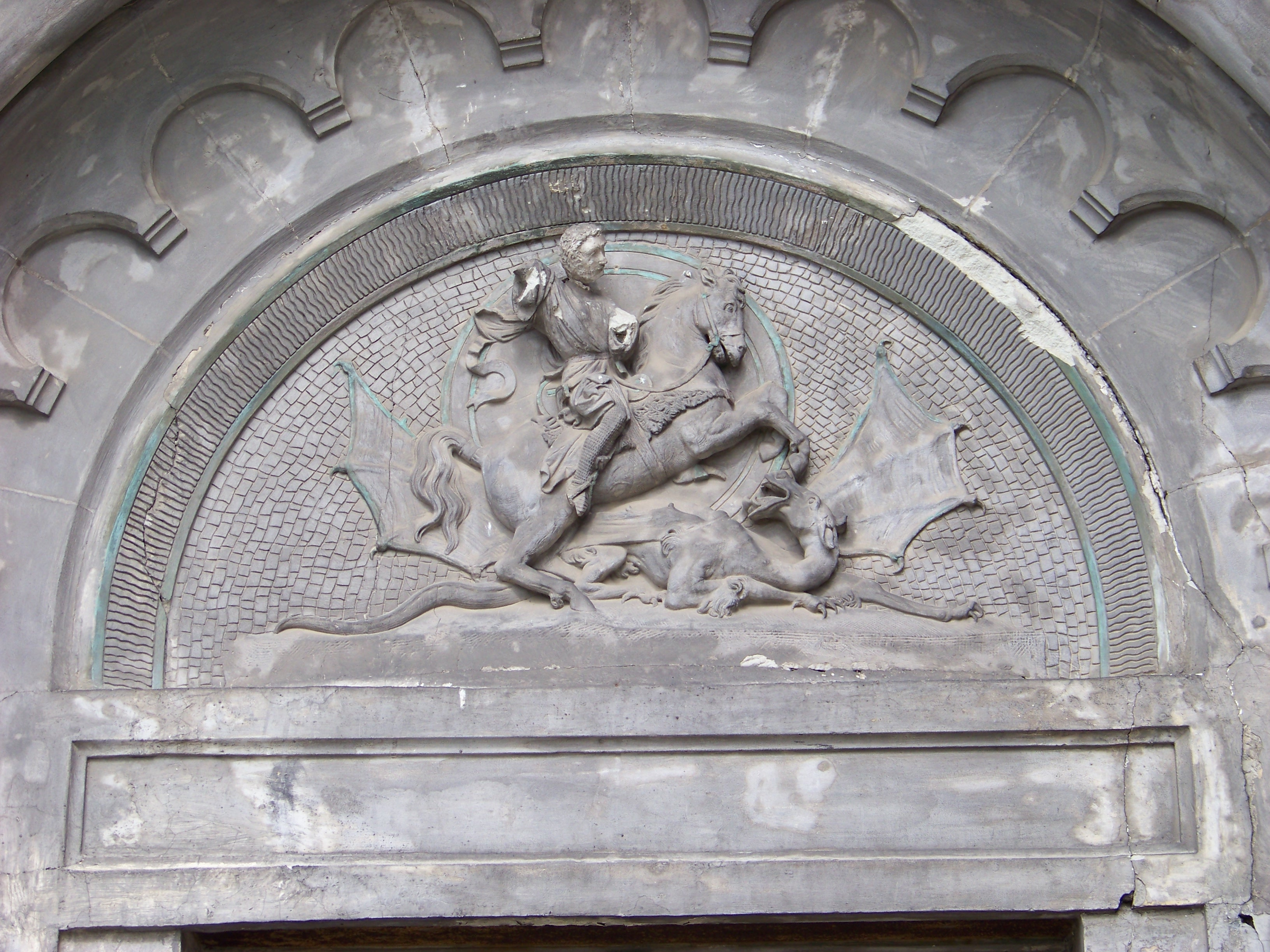
Reliéf sv. Jiří nad vchodem do kostela
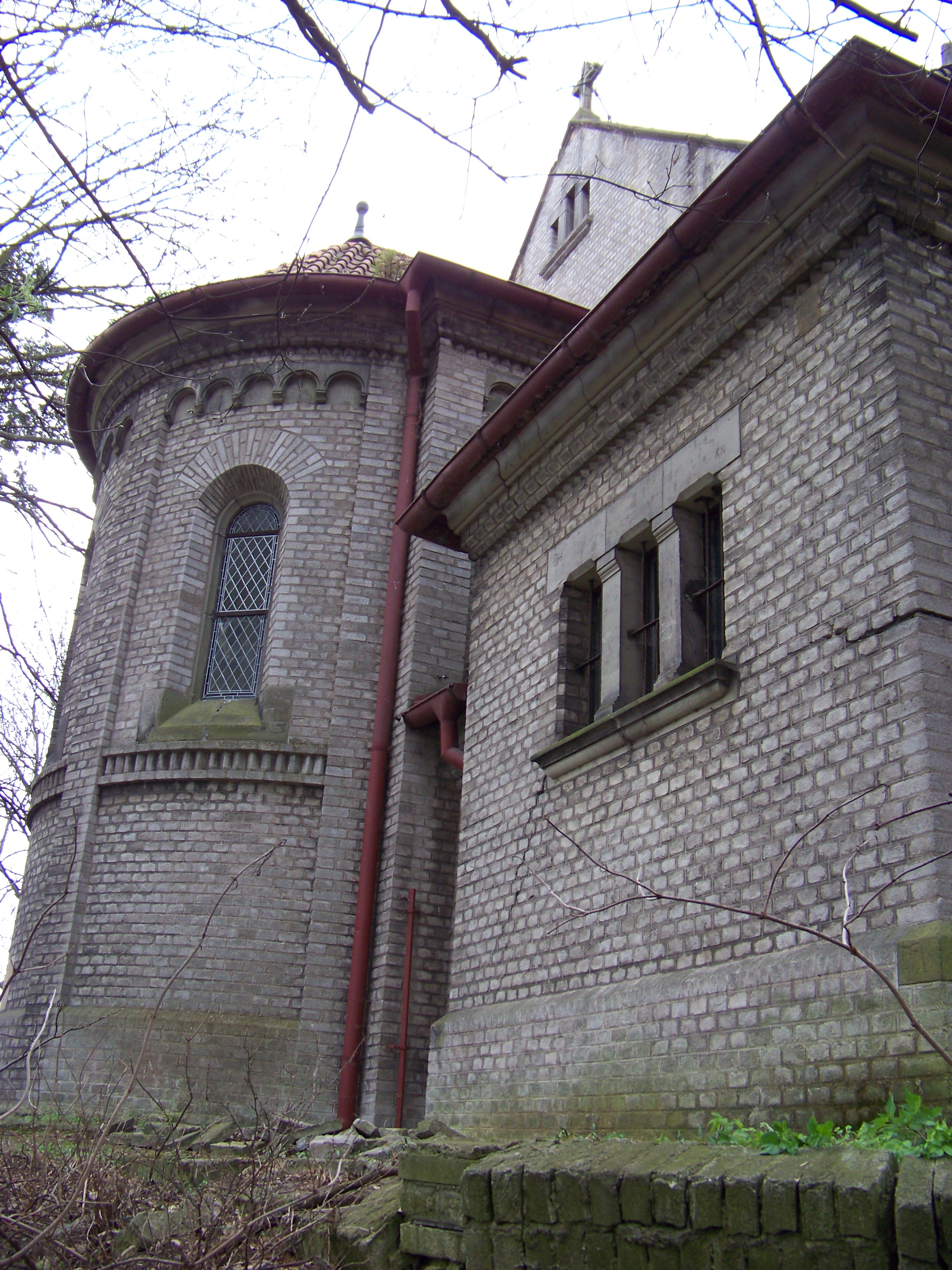
Detail kostela
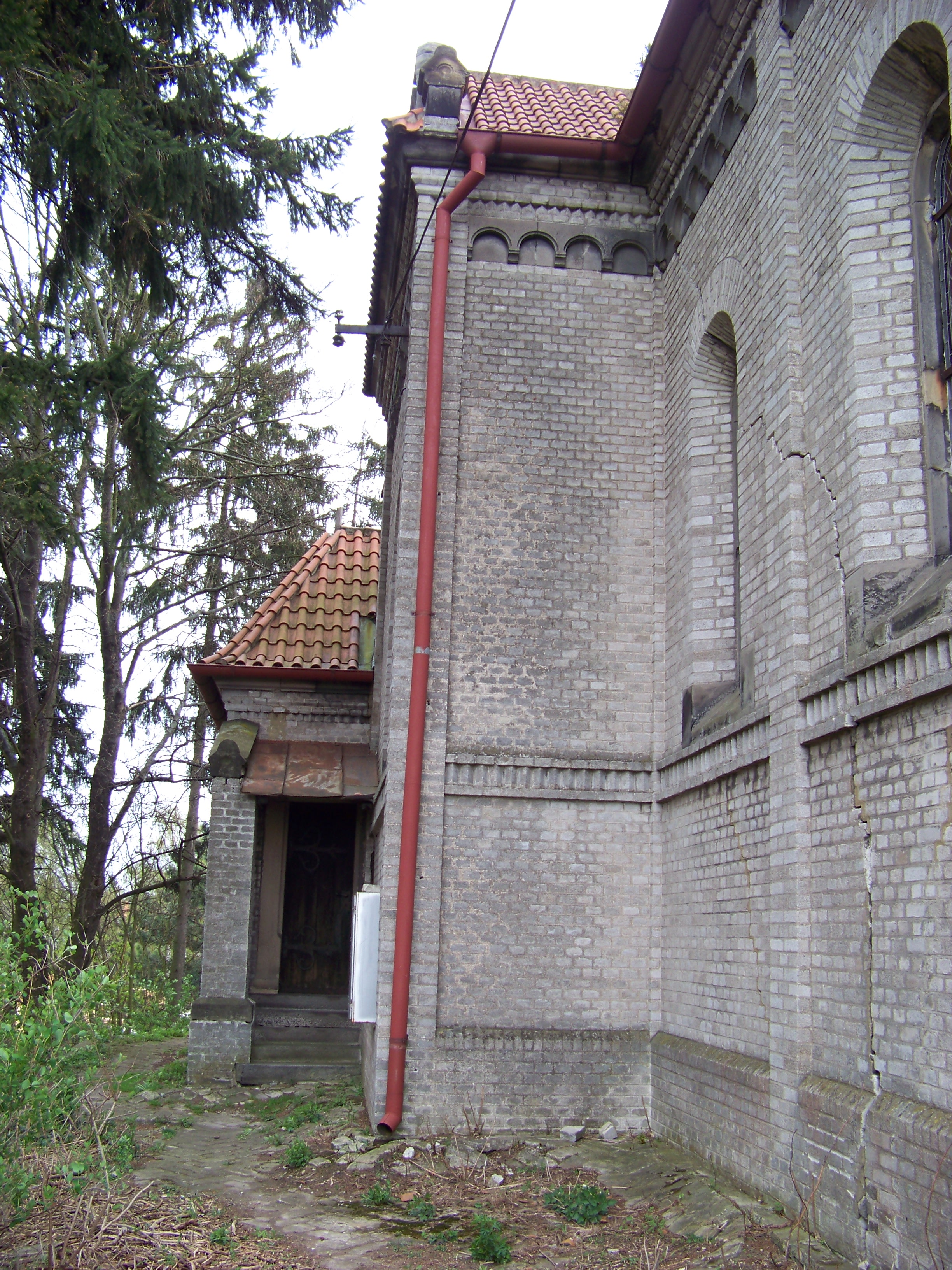
Detail kostela
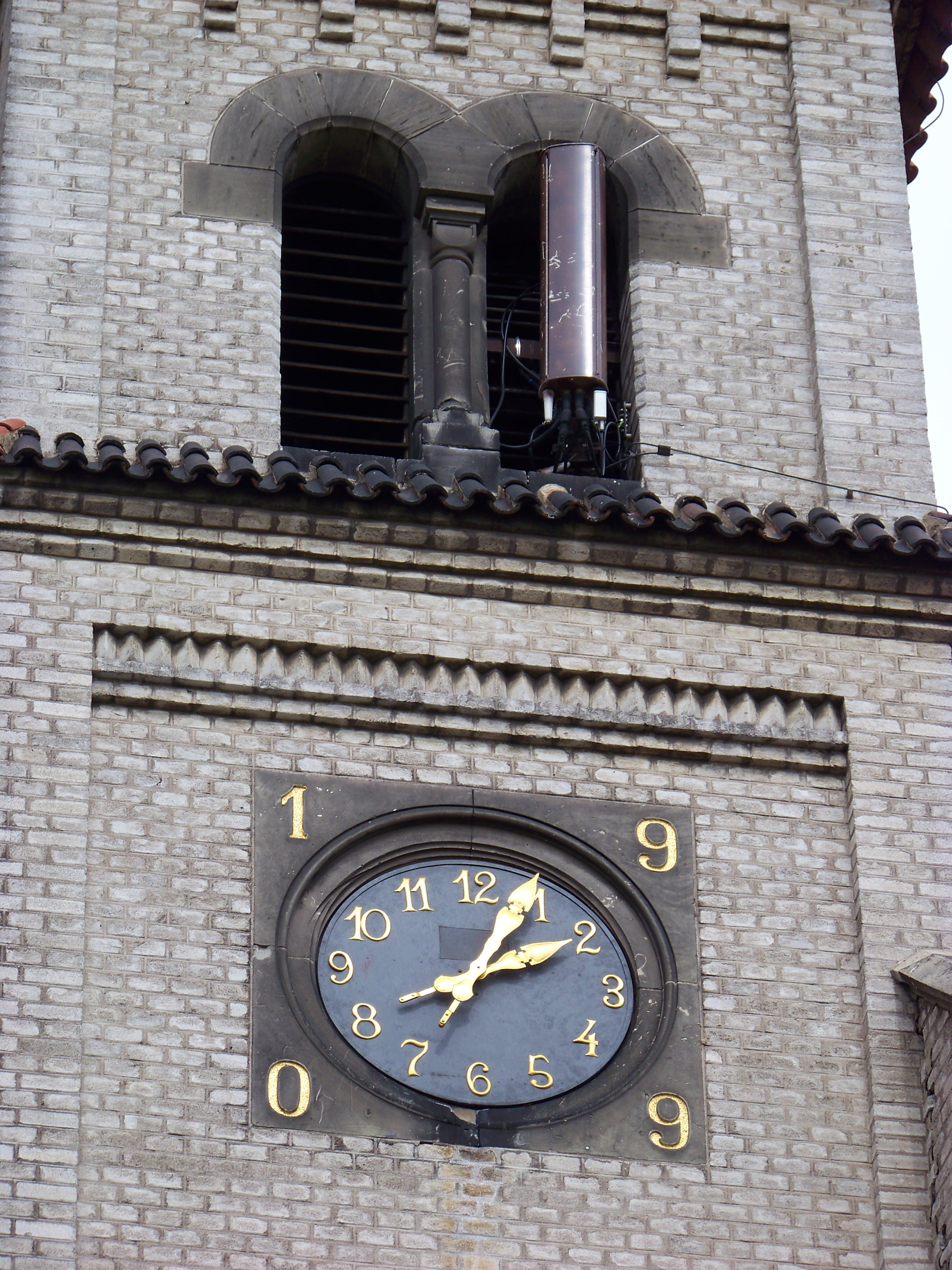
Detail věže s hodinami